# (32034) Sophiakorner
2000 JE17 (asteroide 32034) é um asteroide da cintura principal. Possui uma excentricidade de 0.14297120 e uma inclinação de 5.12416º.
Este asteroide foi descoberto no dia 5 de maio de 2000 pelo LINEAR em Socorro.